# 民族布尔什维克主义

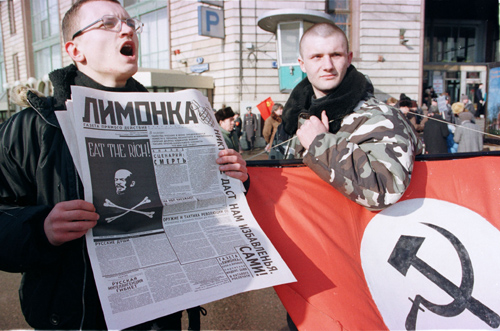
2006年时的俄罗斯国家布尔什维克党成员

民族布尔什维主义或国家布尔什维主义（也缩写为Nazbol）是一种混合有民族主義及布尔什维克元素的意識形態。
在德国，民族布尔什维克主义的支持者包括海因里希·劳芬贝格、卡爾·奧托·帕特爾及恩斯特·尼基什等。
在苏联解体后，俄罗斯出现一个民族布尔什维克党，该政党宣扬民族主义反德、脱亚入欧等思想。

## 词语释意
1920年代的魏瑪共和國面临着迈向资本主义还是社会主义的困境。一方面，共產国际以国际主義的戰略来对抗社會民主主義，造成了真正的法西斯主义和極端民族主義勢力臨時合作产生的僵局和事故。另一方面，恩斯特·尼基什和其他曾試圖結合共產主義和反資本主義的民族主義勢力来推翻魏瑪共和國的原有秩序。他稱這种合併为民族布爾什維克主義。

## 外部鏈接
- The Other Russia - official blog of Russian National-Bolsheviks （页面存档备份，存于）
- Who Are the National-Bolsheviks? by Andrei Dmitriev
- An interview with national-bolshevik Beness Aijo
- Niekisch Translation Project （页面存档备份，存于）
- Arplan - National Bolshevism （页面存档备份，存于）
- National Bolshevism UK （页面存档备份，存于）